# Kampen om Grønland
Kampen om Grønland er en dansk dokumentarfilm fra 2020 instrueret af Kenneth Sorento.

## Handling
Efter snart 300 år som en del af Danmark ønsker et overvældende flertal af grønlænderne selvstændighed. Men det er lettere sagt end gjort, fordi det danske sprog og den danske kultur er blevet en integreret del af Grønland. Filmen følger fire aktive grønlændere, der på hver deres måde kæmper for et stærkt Grønland. De har markante meninger og vil forandring - de har i høj grad samme ønsker for den grønlandske befolkning, men tankerne om, hvordan man når derhen, er forskellige.

## Medvirkende
- Josef Tarrak-Petrussen
- Paninnguaq Heilmann
- Kaaleeraq M. Andersen
- Tillie Martinussen